# Schloss Amerongen

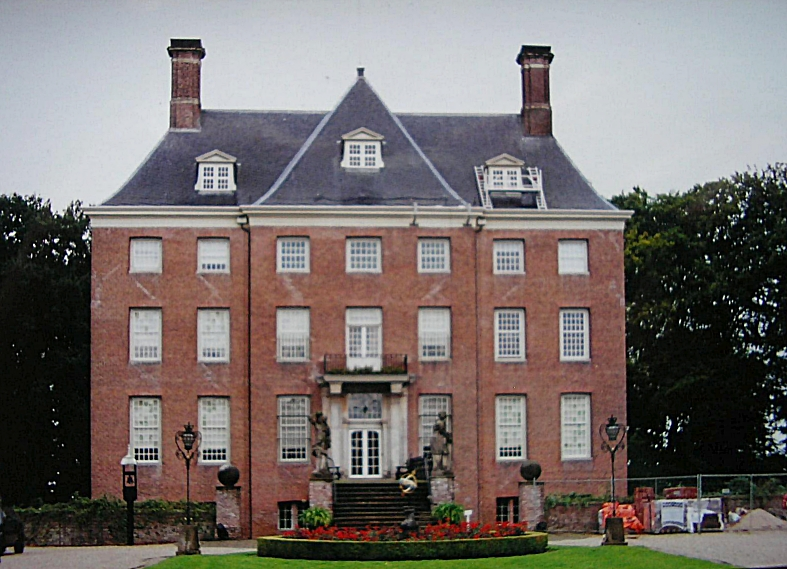
Schloss Amerongen: siebenachsige Fassade mit Mittelrisalit …

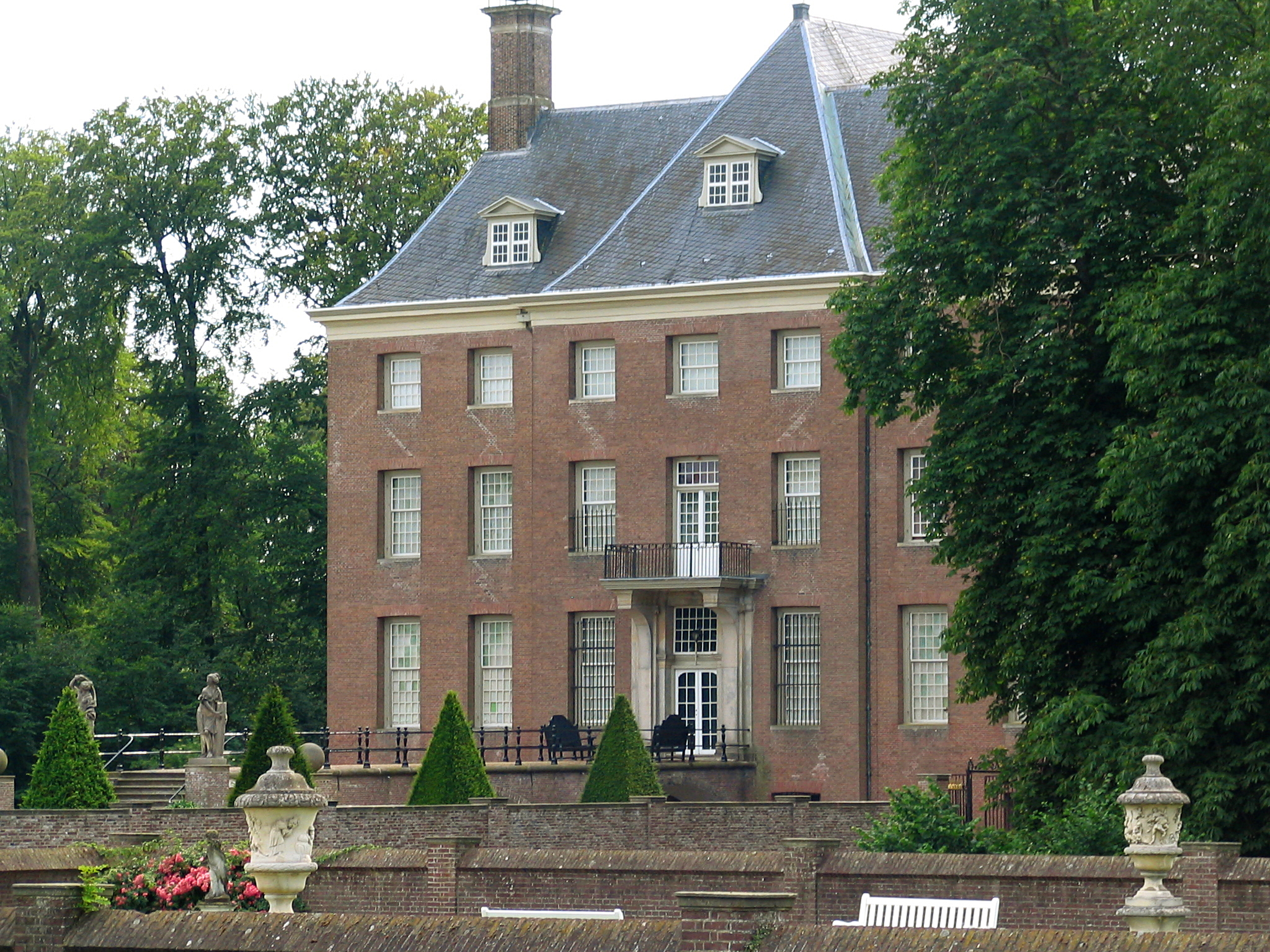
… in gepflegter Parkanlage …

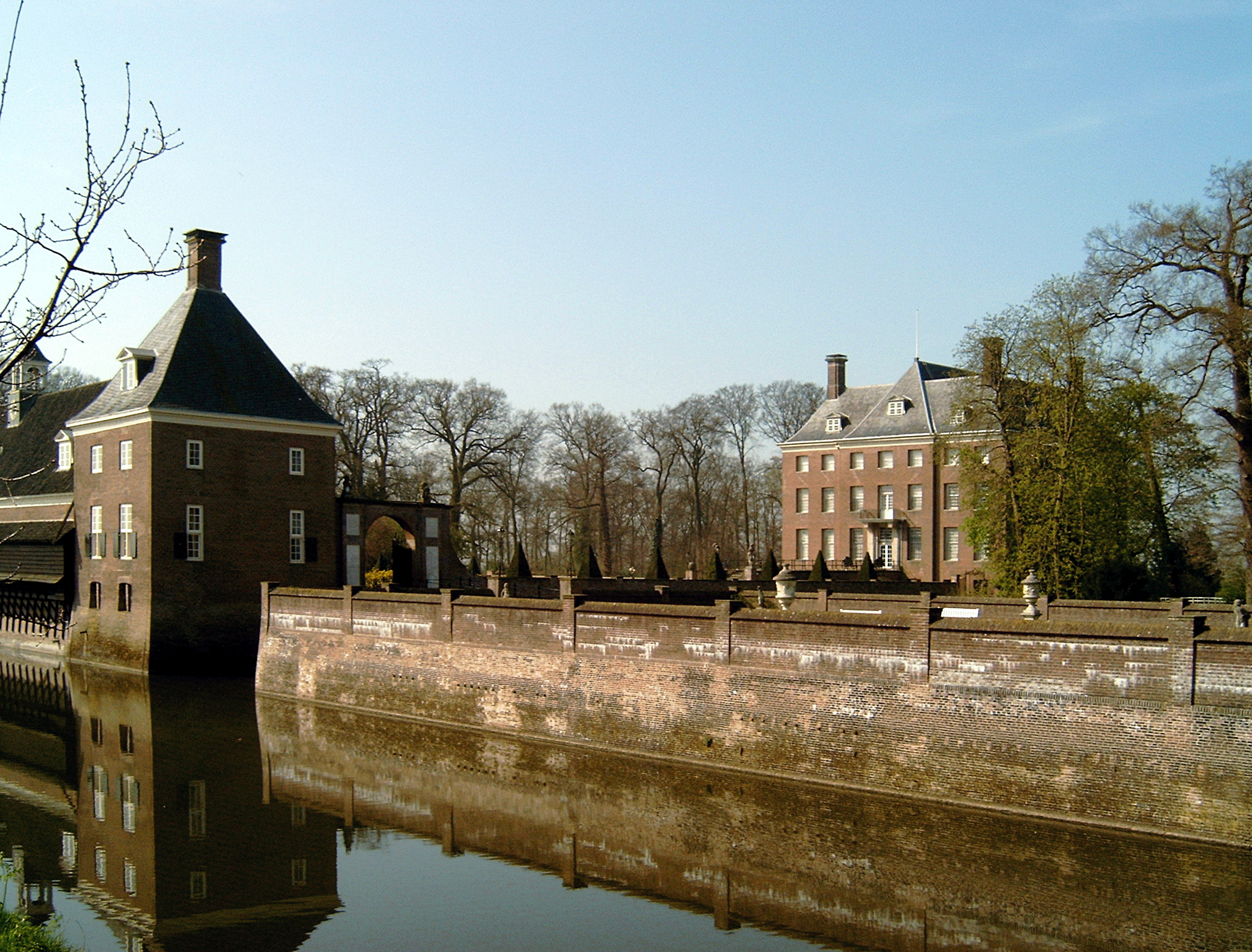
… umgeben von Wassergraben und Nebengebäuden.

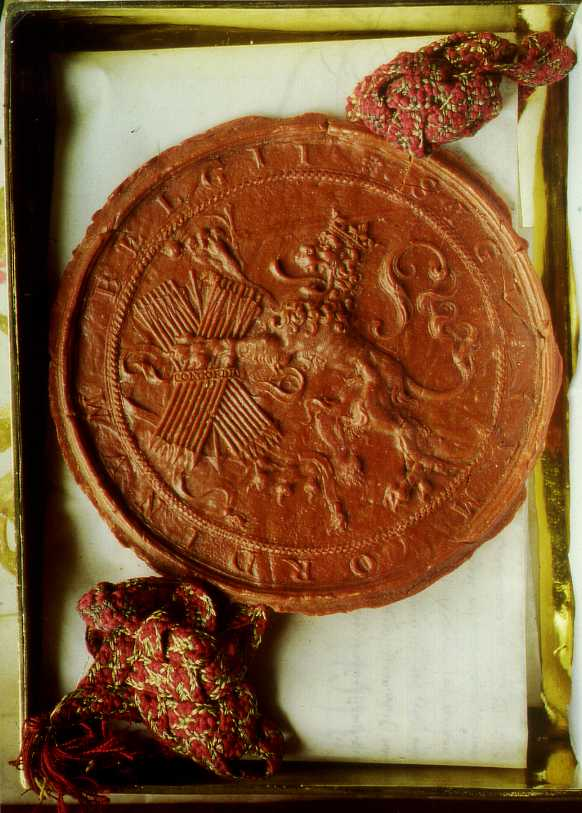
Sammlung Schloss Amerongen: Siegel der Generalstaaten (1578)

Schloss Amerongen (niederländisch Kasteel Amerongen) ist ein in den Ursprüngen 1286 entstandenes Wasserschloss im Ortsteil Amerongen der Gemeinde Utrechtse Heuvelrug. Die heutige Schlossanlage wurde nach 1672 errichtet und zählt zu den einhundert wichtigsten Rijksmonumenten der Niederlande. Schloss Amerongen war Ort der persönlichen Abdankung Kaiser Wilhelms II. am 28. November 1918 und erste Residenz im niederländischen Exil von 1918 bis zum Umzug in das benachbarte Haus Doorn 1920.

## Geschichte
Das Dorf Amerongen wurde bereits 1126 erstmals urkundlich erwähnt. Der Bau einer Burg in Amerongen wurde unter dem 20. Juli 1286 erstmals in einer Lehnsurkunde des Grafen Florens V. von Holland für die Brüder Borre und Diederic van Amerongen belegt. Die Burg blieb bis zur Mitte des 15. Jahrhunderts Sitz der Familie Borre und gelangte nach einigen wechselnden Eigentümern 1557 an Goert van Reede van Saesveld (1516–1585). Dieser stammte aus der alten westfälischen Adelsfamilie Rhede (mit dem Stammsitz Burg Rhede), die in die Overijsselgegend eingeheiratet hatte und dort sesshaft geworden war. Die Reedes blieben bis in die zweite Hälfte des 19. Jahrhunderts Eigentümer von Amerongen. Goert van Reedes Grabmal mit den lebensgroßen Skulpturen Goerts und seiner Frau Gertrud, gefertigt von dem Renaissancebildhauer Jacob Colijn de Nole, befindet sich in der Kirche von Amerongen, in der auch die Wappenschilde der Familie van Reede als Epitaphien aufgehängt sind. Amerongen wurde kurz vor dem Tode Goert van Reedes im Achtzigjährigen Krieg 1583 umkämpft und kurzzeitig von den Spaniern erobert. Aufgrund seiner Führungsrolle bei der Unabhängigkeitserklärung der sieben Provinzen (Utrechter Union) findet sich sein Abbild auch auf dem Reformationsdenkmal in Genf.
Für das Schloss Amerongen prägend wurde der Urenkel Godard Adriaan van Reede (1621–1691). Er erbte das Haus und den dazugehörenden Gutsbetrieb 1641. Das weitgehend noch aus dem Mittelalter stammende Haus wurde im Rampjaar 1672 durch die Truppen des Königs Ludwig XIV. von Frankreich verwüstet und niedergebrannt. Godard Adriaan van Reede (1621–1691) und seine Frau Margaretha Turnor (1613–1700) bauten es als barockes Wasserschloss aus Backstein mit sieben Achsen und Mittelrisalit wieder auf, so wie es sich im Wesentlichen heute zeigt. Dazu musste unter anderem eigens eine Ziegelei errichtet werden. Der einzige Sohn der beiden führte den Namen Herr van Ginckel, nach dem nördlich von Amerongen gelegenen Waldgut Ginkel, und wurde unter diesem Namen als General der Kavallerie bekannt, die für den englischen König Wilhelm von Oranien erfolgreich gegen die Iren im Einsatz war. Zur Erinnerung an die Schlacht bei Athlone (1691) wurde Ginckel vom englischen König 1692 zum Earl of Athlone erhoben.
Mit dem Tode des 9. Earl of Athlone 1844 starben die van Reede im Mannesstamme aus. Schloss Amerongen fiel nach komplizierten Erbauseinandersetzungen 1878 an den Grafen Godard von Aldenburg Bentinck (1857–1940), dessen Familie durch den Bentinckschen Erbfolgestreit um Varel und die Herrschaft Kniphausen 1854 Bekanntheit erlangt hatte. Unter ihm wurde das Schloss durch den Architekten Pierre Cuypers gründlich renoviert.
Vom 11. November 1918 bis zur Fertigstellung der Um- und Erweiterungsbauten an Haus Doorn im Juni 1920 war Kaiser Wilhelm II. Gast der Familie von Bentinck auf Schloss Amerongen. Hier unterzeichnete er am 28. November 1918 seine Abdankungsurkunde. Das Haus wurde während dieser Zeit vom niederländischen Militär stark bewacht und kontrolliert, weil die Alliierten mehrfach die Auslieferung des Kaisers verlangten, um ihn vor ein internationales Kriegsverbrechertribunal zu stellen. Die Auslieferung wurde von der niederländischen Regierung jeweils verweigert.
Schloss Amerongen befindet sich seit 1977 im Eigentum einer Stiftung und kann mit seinen umfangreichen Sammlungen und dem Park besichtigt werden. Das Schloss selbst wird mit Spendenmitteln seit einiger Zeit umfassend saniert.
2018 fand hier die Ausstellung „Hilfe, der Kaiser kommt!“ statt.

## Luftaufnahmen
|  |  |